# Miguel Noreña
Miguel Noreña (Ciudad de México, 1839-1894) fue un escultor mexicano.

## Biografía
Miguel Noreña Agurte, hijo de Mariano Noreña García y Feliciana Agurte Castro. Nació el 19 de julio de 1839 y fue bautizado el 20 de julio de ese año. Estudió con el escultor español Manuel Vilar en la Academia de San Carlos, donde lo reemplazó como profesor de escultura. En junio de 1880 solicitó licencia de ese cargo por seis meses para realizar en Europa la escultura del Monumento Hipsográfico. En 1868 sustituyó a Felipe Sojo como director de la clase de escultura en la Escuela Nacional de Bellas Artes. Noreña participó activamente en la enseñanza de técnicas y convenciones artísticas a nuevas generaciones de escultores que pasaron por las aular tanto de la academia como de la escuela nacional. En su cátedra en la escuela fueron alumnos Jesús Fructuoso Contreras y Gabriel Guerra.
El estilo de Noreña, como el de otros contemporáneos, se sumó a la búsqueda de identidad nacional y a la creación de una memoria plástica común. El mercado de compra de obra en esa época en México fue limitado, por lo que gran parte de la obra de artistas como Noreña fueron encargos del gobierno, que además, buscaba la sustitución de los temas y obras de índole religiosa por un discurso nacionalista integrada al nuevo entorno urbano modernizado.

### Participación en la escultura urbana
En 1877 Carlos Pacheco, ministro de Fomento del gobierno de Porfirio Díaz, le encargó las esculturas del Monumento a Cuauhtémoc, pagándole un total de 37,863 pesos y un añadido de 3 mil más al ordenarse que los leopardos que resguardan el monumento se hicieran de bronce y no de piedra chiluca como originalmente dispuso el creador del basamento de la escultura, Francisco M. Jiménez.

## Obras
- El Monumento Hipsográfico[6]
- Fray Bartolomé de las Casas convirtiendo una familia azteca, 1865, relieve de yeso, Museo Nacional de Arte, Ciudad de México.
- Monumento a Vicente Guerrero, 1867, Plaza de San Fernando, Ciudad de México.
- Prisión a Cuauhtémoc, 1878, como parte del Monumento a Cuauhtémoc, Ciudad de México.
- Escultura de Vicente Guerrero, yeso, mencionada en 1868.
- El sátiro y el amor, fecha desconocida, en la Avenida Álvaro Obregón, Ciudad de México.
- Escultura de Nicolás del Llano, cura de Orizaba del siglo XIX y otra en el Paseo de la Reforma.

## Galería

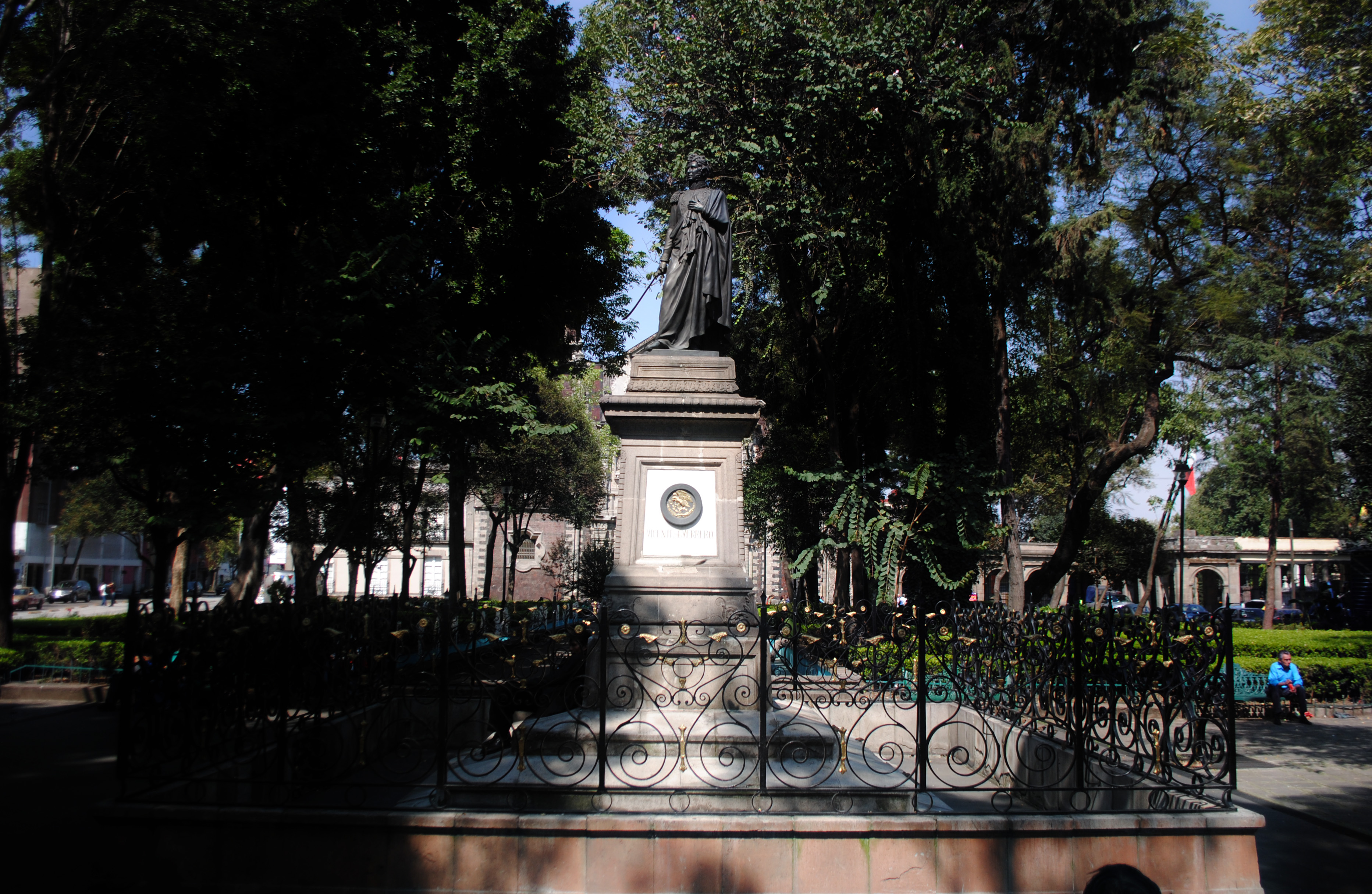
Escultura de Vicente Guerrero, 1868, Plaza de San Fernando, Ciudad de México.
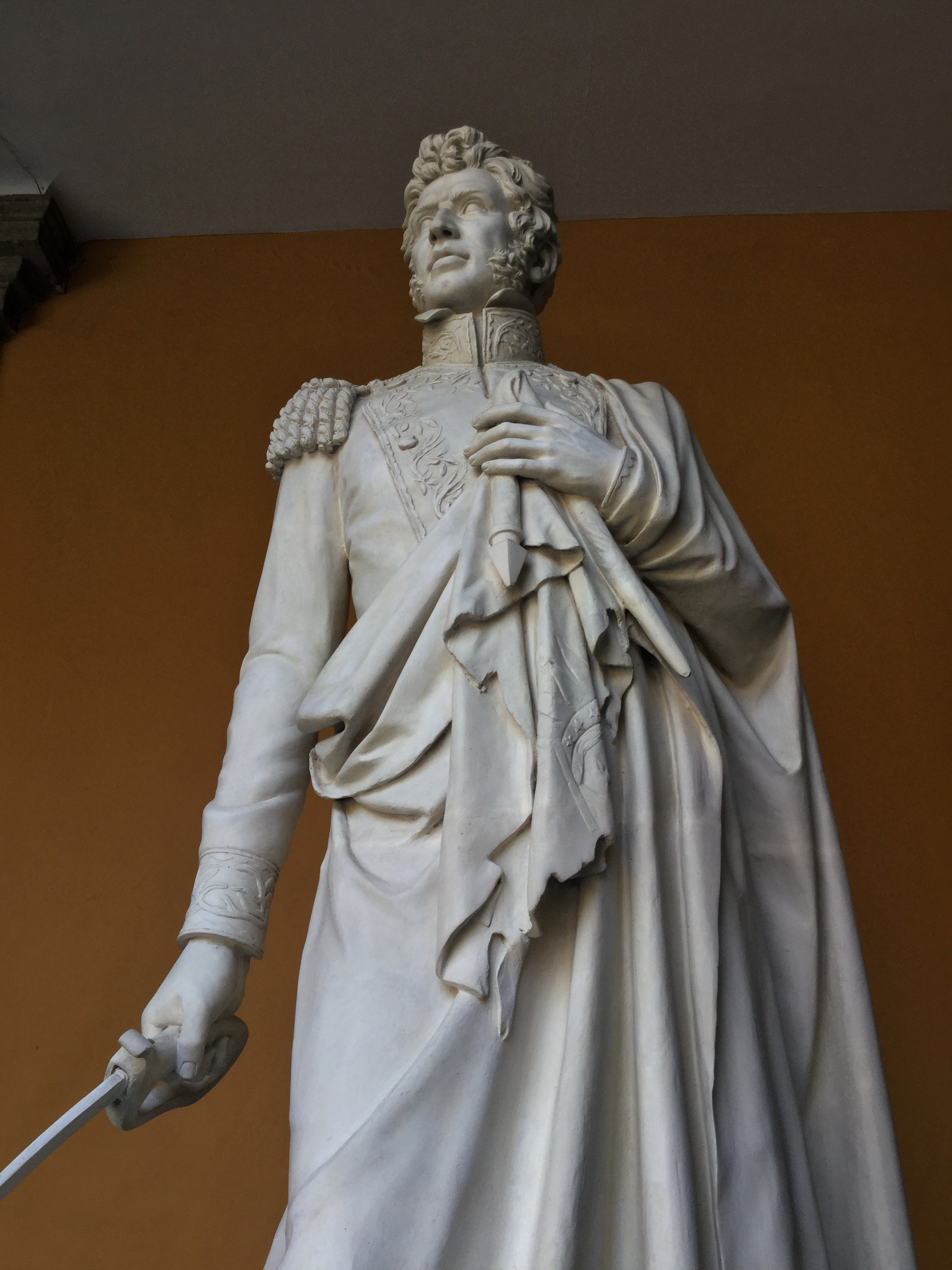
Yeso de la escultura de Vicente Guerrero, 1865, Museo Nacional de San Carlos, Ciudad de México, México
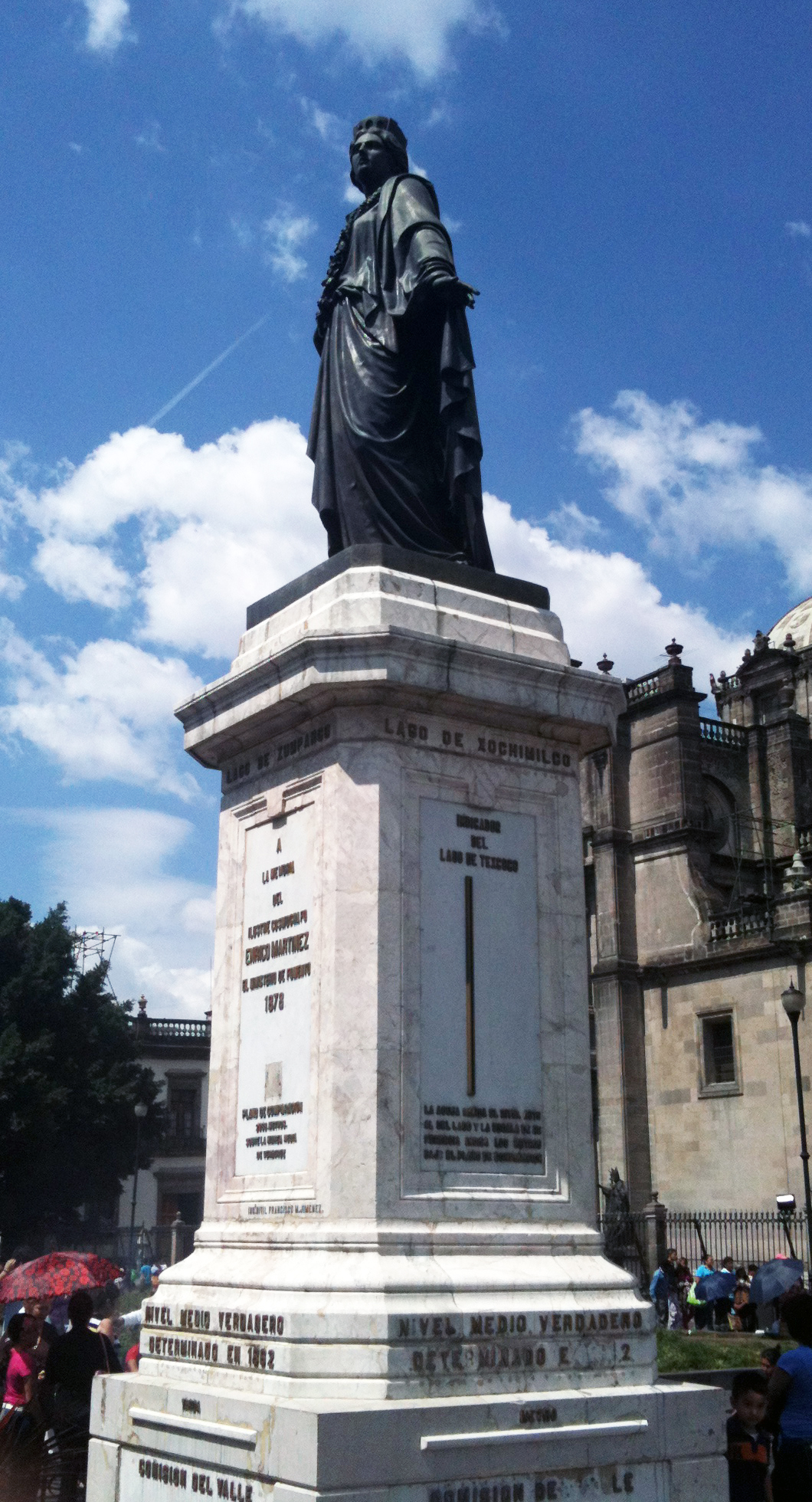
El Monumento Hipsográfico está ubicado ahora a un costado de la Catedral Metropolitana
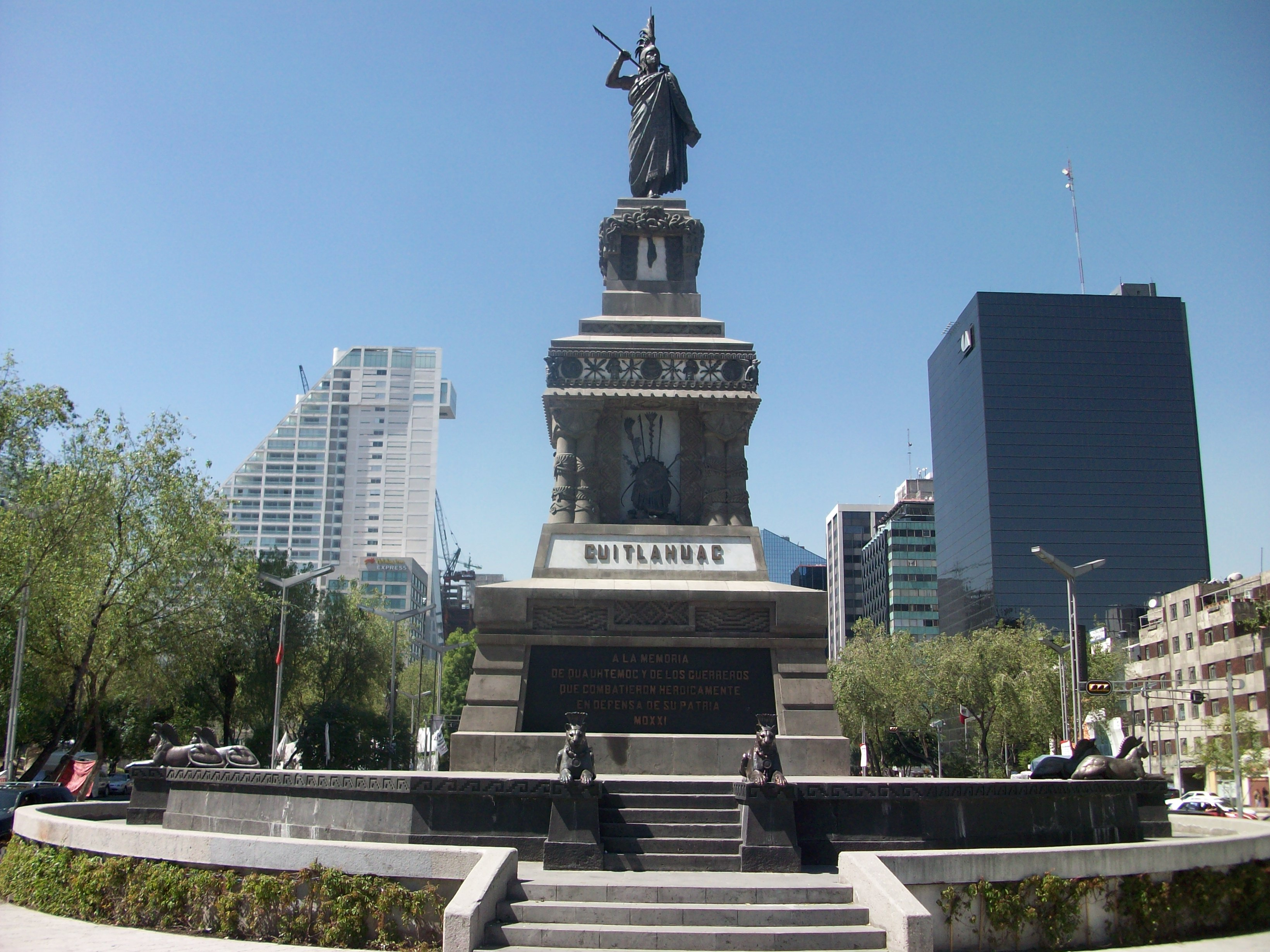
Monumento a Cuauhtémoc
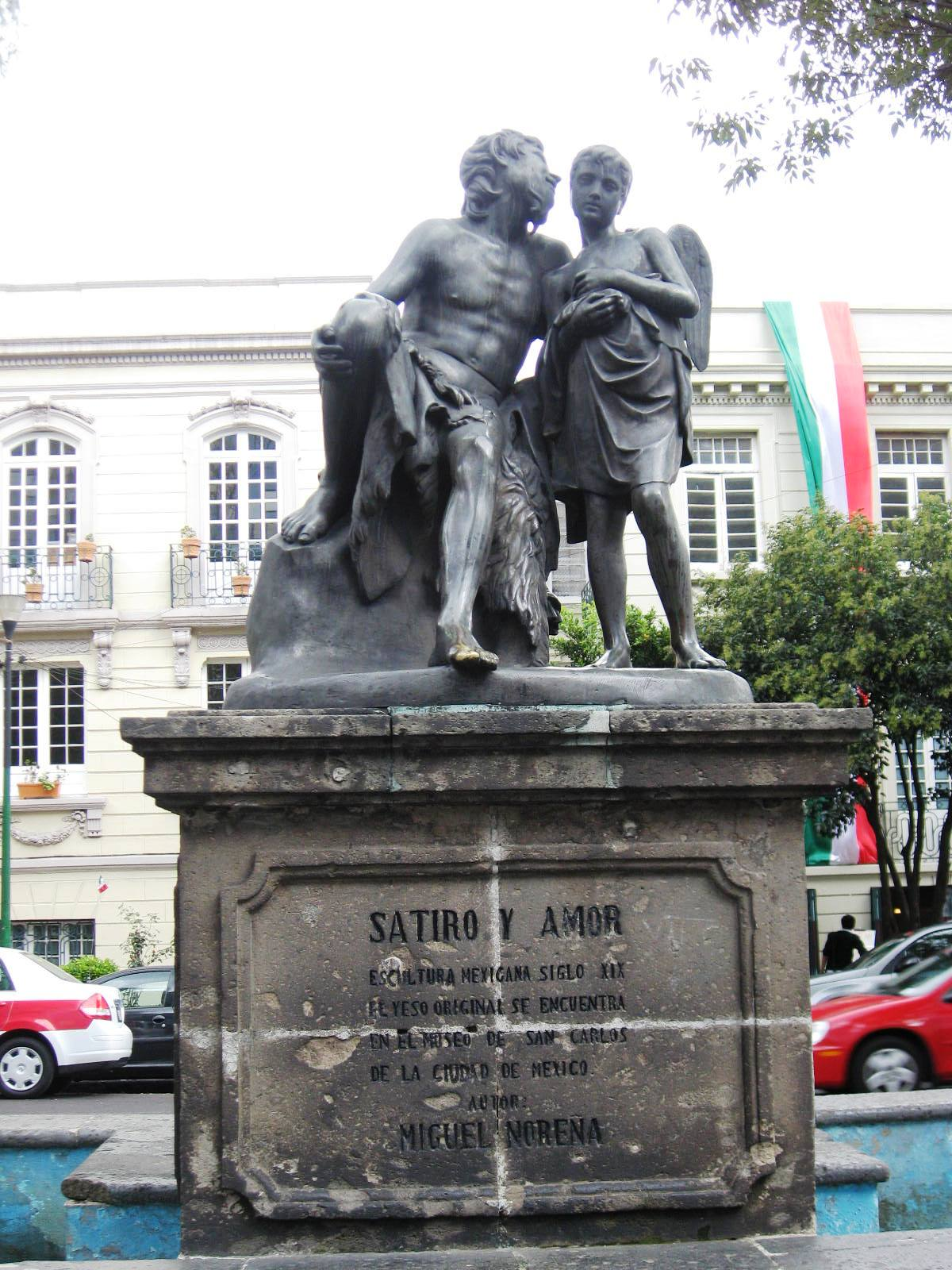
El sátiro y el amor
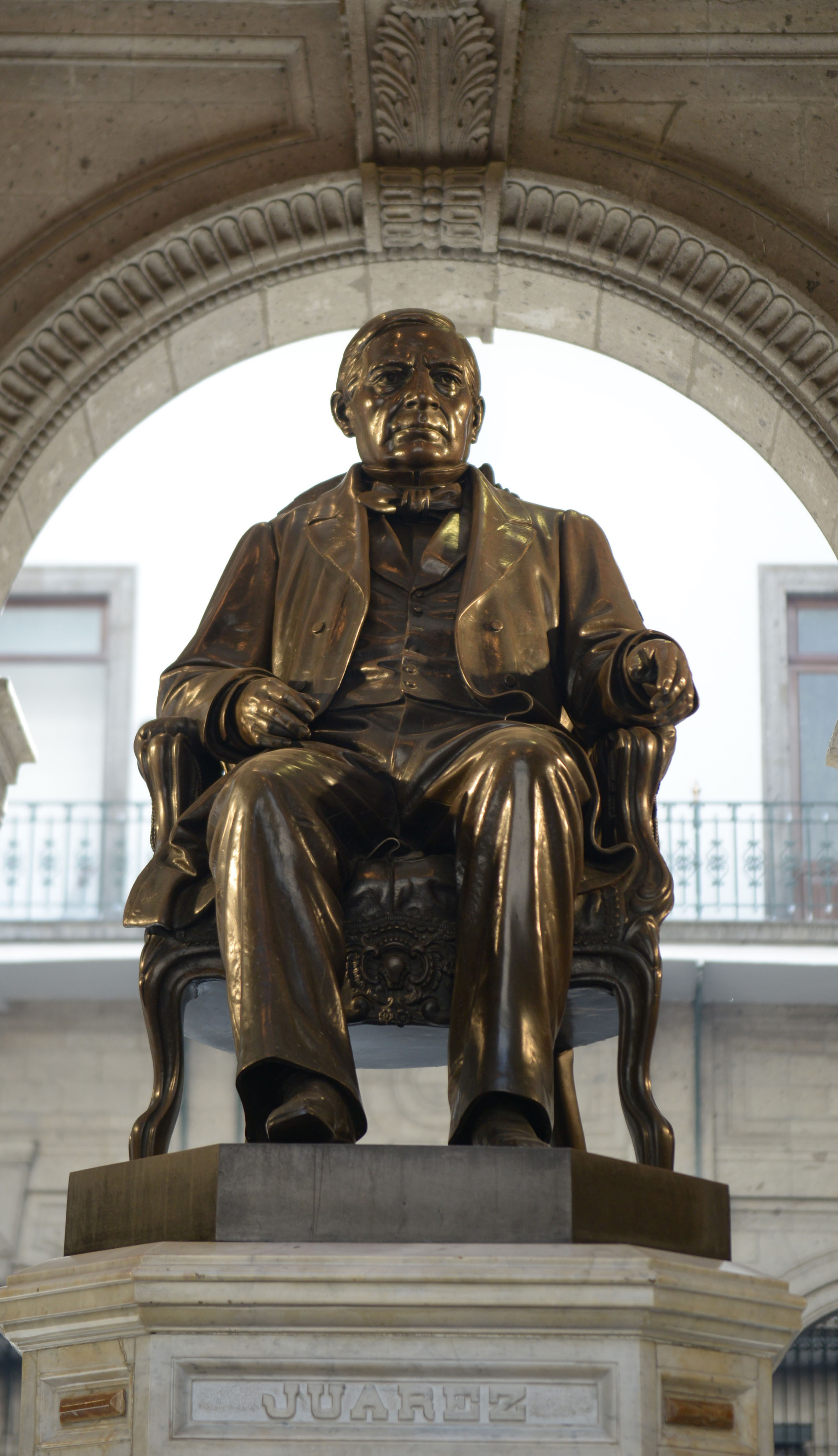
Estatua sedente de Benito Juárez ubicada en Palacio Nacional